# 新谷姫加
新谷 姫加（あらや ひめか、1998年5月30日 - ）は、日本の女性タレント、アイドル、グラビアアイドル、元ジュニアアイドル。Party Rockets GTの元メンバー。2021年から2025年まではゼロイチファミリアに所属していた。青森県三沢市出身。

## 略歴
2012年、DVD『すたぁ誕生』（中沢ひめか名義）でデビュー、ジュニアアイドルとして活動。
2015年10月、同事務所でWhoop!e whoop!eのメンバーであった守永七彩や堀尾歩未とともに「Party Rockets」にHIMEKAとして加入。加入直後のライブでグループ名は「Party Rockets GT」に改名された。
2016年、ミスiD2017を受賞。2017年12月22日、同年に発足したミスiDによる新プロジェクト「ミスiD"グラビア"プロジェクト」の第1弾として、クラウドファンディングによる写真集（後述の『可愛さで殺される写真集』）が刊行された。
2017年12月17日に行われたワンマンライブ『Party Rockets GT ONEMAN LIVE〜Future〜』をもってParty Rockets GTを卒業。
2018年9月、スパイス（ファンプレイス スパイス事業部）からライジングプロダクションに移籍。
2019年5月、ガールズロックボーカルグループ「SHAMLOCK」のメンバーとしてアイドル活動を再開するが、まもなく活動停止となる。
2020年6月にライジングプロダクションを退所し、同年9月6日よりゼロイチファミリアに所属。
2022年7月、『週刊プレイボーイ』で初の表紙を飾る。
2025年7月27日、ゼロイチファミリアを契約満了に伴って退所した。

## 作品
特記の無いものはすべて新谷姫加名義。

### DVD
中沢ひめか名義
- すたぁ誕生（2012年10月19日、東京文化出版）
- ひめか楽しい（2012年12月21日、東京文化出版）
- 元気いっぱい！（2013年2月15日、東京文化出版）
- ひめかのJewelry（2013年3月15日、イメージクリエーター）
- 課外授業シリーズ Vol.10 ひめかの課外授業（2013年4月26日、エスデジタル）
- クラスのセンター!!!（2013年5月17日、イメージクリエーター）
- ひめごと・・・（2013年7月26日、エスデジタル）
- クラスのセンター!!! 2（2013年8月23日、イメージクリエーター）
- クラスのダブルセンター（2013年9月6日、イメージクリエーター） - 共演：沢井ゆり
- クラスのセンター!!! 3（2013年10月4日、イメージクリエーター）
- クラスメイト（2013年12月20日、竹書房）
- クラスのセンター!!! 4（2014年1月24日、イメージクリエーター）
- Cream Super Best 2013（2014年1月31日、すずのき） - 総集編。中沢ひめか他、総勢9名収録
- マーガレット（2014年3月20日、タスクビジュアル）
- 渋谷区立原宿ファッション女学院 イメージ編（2014年4月16日、オルスタックソフト販売）
- スクミズコレクション（2014年4月30日、すずのき） - 総集編。中沢ひめか他、総勢14名収録
- Sweets 3（2016年6月20日、タスクビジュアル） - 総集編。中沢ひめか他、総勢7名収録
- セイント・ガールズ・コレクション Vol.10 中沢ひめか（2020年11月16日、オルスタックソフト販売）

新谷姫加名義
- VenusFilm vol.9/新谷姫加（2021年2月19日、イーネット・フロンティア）

### 写真集
- 『可愛さで殺される写真集』（2017年12月22日、発行：3時0時/協力：講談社 ミスiD）[20]
- 『ひめかわいい。』（2025年6月4日、集英社）[21]

### デジタル写真集
- 週プレ PHOTO BOOK『100%とくべつ』（2020年12月11日、集英社、撮影：細居幸次郎）[22]
- 週プレ PHOTO BOOK『プリンセス・フォーエバー』（2021年03月22日、集英社、撮影：細居幸次郎）[23]
- 週プレ PHOTO BOOK『Flower』（2021年08月23日、集英社、撮影：YOROKOBI）[24]
- 週プレ PHOTO BOOK『GIFT』（2022年07月04日、集英社、撮影：YOROKOBI）[25]
- 週プレ PHOTO BOOK『イグニッション』（2023年03月27日、集英社、撮影：細居幸次郎）[26]
- 週プレ PHOTO BOOK『1泊2日火照るホテル』（2024年01月05日、集英社、撮影：カノウリョウマ）[27]
- 週プレ PHOTO BOOK『絶好調！』（2024年09月02日、集英社、撮影：前康輔）[28]
- FRIDAYデジタル写真集『Holic』（2025年1月23日、講談社、撮影：佐藤裕之）[29]

## 出演

### 映画
- 赤ずきん、旅の途中で死体と出会う。（2023年9月14日配信、Netflix）
- まなみ100%（2023年9月29日、SPOTTED PRODUCTIONS） - 唯さん 役

### テレビドラマ
- 湯遊ワンダーランド（2023年7月16日 - 、BSテレビ東京） - 華恋 役[30]

### ウェブドラマ
- ヨドンナ THE FINAL（2024年3月3日、東映特撮ファンクラブ） - マーガレット 役[31]
- 東京少女 サイコ女子篇（2024年7月5日、YouTube） - 主演・本田那奈 役[32]

### オリジナルビデオ
- 渋谷区立原宿ファッション女学院 第1話（2014年3月16日、オルスタックソフト販売）
- 渋谷区立原宿ファッション女学院 第2話（2014年5月16日、オルスタックソフト販売）
- 渋谷区立原宿ファッション女学院 第3話（2014年7月16日、オルスタックソフト販売）
- 渋谷区立原宿ファッション女学院 第4話（2014年9月16日、オルスタックソフト販売）

### テレビ番組
- ものまねグランプリ ものまね芸人41組 秋のガチランキングSP（2018年10月2日、日本テレビ）
- スカッとジャパン（2019年3月18日、フジテレビ）

### 舞台
- アリスインプロジェクト「ともだちインプット[33]」（2018年11月7日 - 18日、池袋・シアターKASSAI） - 主演・敷島ナツ 役
- シューティング歌劇「ゴシックは魔法乙女」（2020年2月12日 - 17日、新宿村LIVE） - カトレア 役[34]
- 舞台「リコリス・リコイル」（2023年1月7日 - 15日、天王洲 銀河劇場） - 姫蒲 役[35]
  - 舞台「リコリス・リコイル」Life won't wait.（2024年6月7日 - 16日、シアターGロッソ）[36]
- 舞台「珈琲いかがでしょう」（2023年5月17日 - 21日、シアター1010） - 大門雅 役
- 舞台「かげきしょうじょ!!」（2023年10月18日 - 22日、こくみん共済 coop ホール / スペース・ゼロ） - 星野薫 役[37]
  - 舞台「かげきしょうじょ!!」第2章（2024年12月12日 - 18日、三越劇場）[38]
  - 舞台「かげきしょうじょ!!」第3章 The Final（2025年11月1日 - 5日〈予定〉、三越劇場）[39]
- 舞台「メイジ・ザ・キャッツアイ」（2024年2月6日 - 3月3日、明治座） - 立華栞 役[40][41]

### ミュージックビデオ
- 大森靖子「サイレントマジョリティー」（2017年）[42]

### グラビア
- B.L.T. 2021年3月号増刊ゼロイチジャック版（2021年1月22日、東京ニュース通信社）
- ヤングアニマル（2021年2月26日号、白泉社）
- 漫画アクション（2021年3月2日号、双葉社）
- 週刊プレイボーイ（2022年7月4日発売、集英社）
- 新谷姫加グラビア・危ない好奇心（2024年6月7日、白泉社、撮影：西條彰仁）[43]